# Lista de deputados estaduais de Goiás da 11.ª legislatura
Essa é uma lista de deputados estaduais de Goiás eleitos para o período 1987-1991. 41 deputados.

## Composição das bancadas
| Partido | Líder             | Bancada | Posição  |
| ------- | ----------------- | ------- | -------- |
| PMDB    | Romualdo Santillo | 27 / 41 | Governo  |
| PDC     | Álvaro Guimarães  | 6 / 41  | Oposição |
| PFL     | Vilmar Rocha      | 5 / 41  | Oposição |
| PT      | Athos Magno       | 2 / 41  | Oposição |
| PDS     | Paulo Reis Vieira | 1 / 41  | Oposição |

## Deputados estaduais
Na disputa pelas 41 vagas da Assembleia Legislativa de Goiás o PMDB conquistou vinte e sete vagas contra doze do Movimento Democrático Goiano e duas do PT.
| Número | Deputados estaduais eleitos      | Partido | Votação | Percentual | Cidade onde nasceu    | Unidade federativa |
| 15364  | Frederico Jaime Filho            | PMDB    | 34.679  |            | Pirenópolis           | Goiás              |
| 15884  | Mauro Antônio Bento              | PMDB    | 27.780  |            | Jataí                 | Goiás              |
| 15701  | Manoel José de Oliveira          | PMDB    | 27.061  |            | Pires do Rio          | Goiás              |
| 15834  | Brito Miranda                    | PMDB    | 22.180  |            | Pedro Afonso          | Tocantins          |
| 15138  | Rubens Cosac                     | PMDB    | 20.253  |            | Ipameri               | Goiás              |
| 15470  | Milton Alves Ferreira            | PMDB    | 20.230  |            | Patos de Minas        | Minas Gerais       |
| 15764  | Solon Batista Amaral             | PMDB    | 18.862  |            | Anápolis              | Goiás              |
| 25725  | João Ribeiro                     | PFL     | 17.475  |            | Campo Alegre de Goiás | Goiás              |
| 15606  | Hagaús Araújo                    | PMDB    | 17.428  |            | Patos de Minas        | Minas Gerais       |
| 15176  | Anapolino de Faria               | PMDB    | 17.145  |            | Anápolis              | Goiás              |
| 15377  | Divino Nogueira Vargas           | PMDB    | 17.060  |            | Iporá                 | Goiás              |
| 15280  | Carlos Rosemberg Gonçalves       | PMDB    | 16.905  |            | Anápolis              | Goiás              |
| 15544  | Aparecido Antônio de Paula       | PMDB    | 16.702  |            | Inhumas               | Goiás              |
| 15186  | João da Cruz                     | PMDB    | 16.569  |            | Brejinho de Nazaré    | Tocantins          |
| 15567  | Antônio Faleiros                 | PMDB    | 16.500  |            | Estrela do Sul        | Minas Gerais       |
| 15353  | Ângelo Rosa Ribeiro              | PMDB    | 15.868  |            | Quirinópolis          | Goiás              |
| 15786  | José Alberto Borges              | PMDB    | 15.749  |            | Jataí                 | Goiás              |
| 15212  | José Roriz Aguiar                | PMDB    | 15.456  |            | Luziânia              | Goiás              |
| 15715  | Totó Cavalcante                  | PMDB    | 15.297  |            | Corrente              | Piauí              |
| 15682  | Walter José Rodrigues            | PMDB    | 15.113  |            | Luziânia              | Goiás              |
| 15276  | Virmondes Cruvinel               | PMDB    | 14.397  |            | Hidrolândia           | Goiás              |
| 15518  | Victor Ricardo de Araújo         | PMDB    | 14.167  |            | Tiros                 | Minas Gerais       |
| 15401  | Mário de Castro Filho            | PMDB    | 13.946  |            | Formosa               | Goiás              |
| 15742  | Romualdo Santillo                | PMDB    | 13.921  |            | Ribeirão Preto        | São Paulo          |
| 15720  | Arédio Teixeira Duarte           | PMDB    | 13.758  |            | Catalão               | Goiás              |
| 15772  | Ronaldo Jaime                    | PMDB    | 13.595  |            | Pirenópolis           | Goiás              |
| 15506  | Eurico Barbosa dos Santos        | PMDB    | 13.121  |            | Morrinhos             | Goiás              |
| 15240  | Wagner Guimarães Nascimento      | PMDB    | 13.074  |            | Rio Verde             | Goiás              |
| 17231  | Heli Dourado                     | PDC     | 12.633  |            | Buritis               | Minas Gerais       |
| 17158  | Nerivaldo Costa                  | PDC     | 11.113  |            | Quirinópolis          | Goiás              |
| 17316  | Valter Pereira Melo              | PDC     | 10.825  |            | Jaraguá               | Goiás              |
| 17509  | Maria da Conceição Gayer         | PDC     | 10.034  |            | Caiapônia             | Goiás              |
| 25288  | Vilmar Rocha                     | PFL     | 9.813   |            | Niquelândia           | Goiás              |
| 25223  | Altamir Mendonça                 | PFL     | 9.682   |            | Pirenópolis           | Goiás              |
| 11733  | Paulo Reis Vieira                | PDS     | 9.502   |            | Uberlândia            | Minas Gerais       |
| 25300  | Sílvio Paschoal                  | PFL     | 9.192   |            | Catalão               | Goiás              |
| 17963  | Álvaro Soares Guimarães          | PDC     | 9.088   |            | Itumbiara             | Goiás              |
| 17503  | Jamil Miguel                     | PDC     | 8.985   |            | Ituverava             | São Paulo          |
| 25199  | Cleuzita de Assis                | PFL     | 8.680   |            | Mineiros              | Goiás              |
| 13219  | Athos Magno Costa e Silva        | PT      | 5.748   |            | Piracanjuba           | Goiás              |
| 13375  | Antônio Carlos de Moura Ferreira | PT      | 4.920   |            | Araraquara            | São Paulo          |